# Jean-Marc Gounon
Jean-Marc Gounon, född 1 januari 1963 i Aubenas, är en fransk racerförare.

## Racingkarriär
Gounon debuterade i formel 1 för Minardi säsongen 1993 i Japan. Säsongen 1994 ersatte han Andrea Montermini som andreförare i Simtek, Montermini, som hade ersatt den förolyckade Roland Ratzenberger. Efter sju lopp ersattes sedan Gounon av Domenico Schiattarella. 

## F1-karriär
| Säsong | Stall/Tillverkare | Poäng | Placering |
| ------ | ----------------- | ----- | --------- |
| 1993   | Minardi-Ford      | 0     | –         |
| 1994   | Simtek-Ford       | 0     | –         |